# Banka Slovenije
Banka Slovinska (slovinsky Banka Slovenije) je slovinská centrální banka. Sídlí v Lublani a založena byla 25. června 1991, nedlouho po vyhlášení nezávislosti země.
Primárním úkolem banky bylo mezi lety 1991 a 2007 zajišťovat správu domácí měny (tolaru), dále ale musí banka stále zajišťovat spoustu dalších úkolů, mezi které patří například dohlížet na domácí bankovní systém (Slovinsko má dvoustupňový univerzální bankovní systém). Banka je zcela nezávislá, musí však po uplynutí určité doby předložit zprávu o své činnosti v slovinském parlamentu.
Funkci guvernéra v letech 1991 až 2001 vykonával France Arhar, v letech 2001 až 2007 pak Mitja Gaspari. Od roku 2007 je guvernérem centrální banky Marko Kranjec.